# Johannes Bruckner
Johannes of John Bruckner (Cadzand, 31 december 1726 – Norwich, 12 mei 1804) was een Nederlands lutheraan, predikant en auteur. Hij was een volgeling van Carl Linnaeus en schreef over ecologie.

## Leven
Bruckner was afkomstig van het Zeeuws-Vlaamse eiland Cadzand en studeerde theologie aan de Universiteit van Franeker. Daarna vervolgde hij zijn studies aan de Universiteit van Leiden, waar hij omging met Tiberius Hemsterhuis en Albertus Schultens. Zijn hoogleraar Grieks was Lodewijk Caspar Valckenaer. Omdat hij luthers was en ook Frans, Engels en Latijn beheerste, werd hij gerekruteerd door een ouderling van de Waalse kerk van Norwich. Hij emigreerde in 1753 en werd predikant van St Mary the Less (en). Rond 1766 kreeg hij er ook de Nederlandse gemeenschap in St John the Baptist bij, die aan het verdwijnen was. Naast zijn pastoraat speelde hij orgel en gaf hij lessen Frans, onder meer aan Amelia Opie. Hij trouwde in 1782 met een andere leerlinge, mevrouw Cooper. John Opie schilderde zijn portret en presenteerde het op de Londense tentoonstelling van 1800. Door depressie geplaagd maakte Bruckner zelf een eind aan zijn leven. Hij werd begraven in Guist bij Foulsham. 

## Théorie du système animal
In dit boek uit 1767 onderzoekt Bruckner de vraag waarom er in de goddelijke schepping zoveel geweld tussen dieren is. In de lijn van Linnaeus, die het had over een "strijd van allen tegen allen", stelt hij in de dierenwereld een "onverzadigbare drang om elkaar te vernietigen" vast. Hij kadert dit binnen de economie van de natuur ingesteld door de Voorzienigheid. Het leven is zodanig overvloedig dat mekaar opeten noodzakelijk is om overbevolking te vermijden. Dit goddelijke plan is niet wreed, want de meeste dieren zijn niet intelligent genoeg om het te begrijpen. Ook de mens is deel van dit web en van de voedselketen. Hij is ertoe bestemd het vlees van dieren te eten, en niet alleen de voortbrengselen van het land. Op haar beurt wordt de menselijke populatie onder controle gehouden door honger, ziekte en oorlog. Bruckner toont zich hier een voorloper van Thomas Malthus, zoals ook Karl Marx opmerkte. Er is geen reden om te klagen over de wetten van de natuur, die weinigen ellendig maken en duizenden miljoenen gelukkig. Lijden en dood zijn de prijs voor de grootst mogelijke aantallen en variëteit in het leven. Inziend dat de mens een negatieve impact had op de aantallen en de variëteit van andere soorten, ontwikkelde Bruckner een ecologische ethiek. Hij schreef dat de Aarde niet bestond voor de mens alleen, en speculeerde dat er een oneindige veelheid aan wezens moest bestaan op planeten buiten het menselijk bereik. Toch werd hij niet verontrust door de menselijke agressie. Een uitsterving van een soort was volgens hem nog nooit voorgevallen. De mens moest het evenwicht tussen de soorten bewaken en doorgaan met het uitbreiden van zijn heerschappij over de dieren.

## Publicaties
- Théorie du système animal (1767), anoniem
  - A Philosophical Survey of the Animal Creation (1768), vertaald door Thomas Cogan
  - Philosophische Betrachtungen über die thierische Schöpfung (1769), vertaald door Christian Garve
- Criticisms on the Diversions of Purley (1790), onder pseudoniem John Cassander
- Thoughts on Public Worship (1792)